# Vitichi (gemeente)
Vitichi is een gemeente (municipio) in de Boliviaanse provincie Nor Chichas in het departement Potosí. De gemeente telt naar schatting 10.484 inwoners (2018). De hoofdplaats is Vitichi.

## Indeling
De gemeente telt de volgende kantons:
- Ara
- Calcha
- Vitichi
- Yawisla